# Hans Adolf Krebs
Hans Adolf Krebs (Hildesheim, Baja Sajonia, Imperio Alemán, 25 de agosto de 1900 - Oxford, Inglaterra, Reino Unido, 22 de noviembre de 1981) fue un bioquímico británico de origen judeo-alemán, ganador del Premio Nobel de Fisiología o Medicina en el año 1953.
Cursó estudios de Medicina, Biología y Química en la universidad de Gotinga. Friburgo de Brisgovia, Múnich y Berlín; en esta última trabajó con Otto Heinrich Warburg, Premio Nobel de Medicina en 1931. Obtuvo la cátedra de Medicina Interna de la Universidad de Friburgo. En 1931, emigró a Inglaterra, país del que obtuvo la nacionalización. Actividad docente en las universidades de Sheffield y Cambridge. 
Profesor Whitley de Bioquímica (Universidad de Oxford) y Fellow del Trinity College, en Oxford.
Sus principales trabajos de investigación giran alrededor del análisis del metabolismo de la célula, fundamentalmente en la trasformación de los nutrientes en energía. Descubrió que todas las reacciones conocidas dentro de las células estaban relacionadas entre sí, nombrando a esta sucesión de reacciones ciclo del ácido cítrico (1937), más tarde conocido como ciclo de Krebs. Estos estudios le valieron para ganar el Premio Nobel.
El ciclo del ácido cítrico es el conjunto de reacciones energéticas que se producen en los tejidos de los mamíferos, traducidas por la formación y descomposición repetidas del ácido cítrico con eliminación de anhídrido carbónico.
Otras investigaciones desarrolladas por Krebs incluyen aspectos fundamentales de la urogénesis (1932), y el descubrimiento de la importancia de los ácidos tricarboxílicos (ácido cítrico, ácido isocítrico, ácido aconítico etc.), en la respiración aerobia.
Obtiene el Premio Nobel de Fisiología o Medicina en el año 1953, compartido con Fritz Lipmann, codescubridor del coenzima A.
| Predecesor: Selman Abraham Waksman | Premio Nobel de Fisiología o Medicina 1953 | Sucesor: John Franklin Enders Thomas Huckle Weller Frederick Chapman Robbins |

- Datos: Q57191
- Multimedia: Hans Adolf Krebs / Q57191